# الکس جکسون (بازیکن فوتبال، زاده ۱۹۳۵)
الکس جکسون (انگلیسی: Alex Jackson؛ زادهٔ ۲۸ نوامبر ۱۹۳۵) بازیکن فوتبال در پست مهاجم اهل اسکاتلند است.

## باشگاهی
از باشگاه‌هایی که در آن بازی کرده‌است می‌توان به باشگاه فوتبال بیرمنگام سیتی، باشگاه فوتبال ویموث و باشگاه فوتبال پلیموث آرگیل اشاره کرد.